# 白糠町

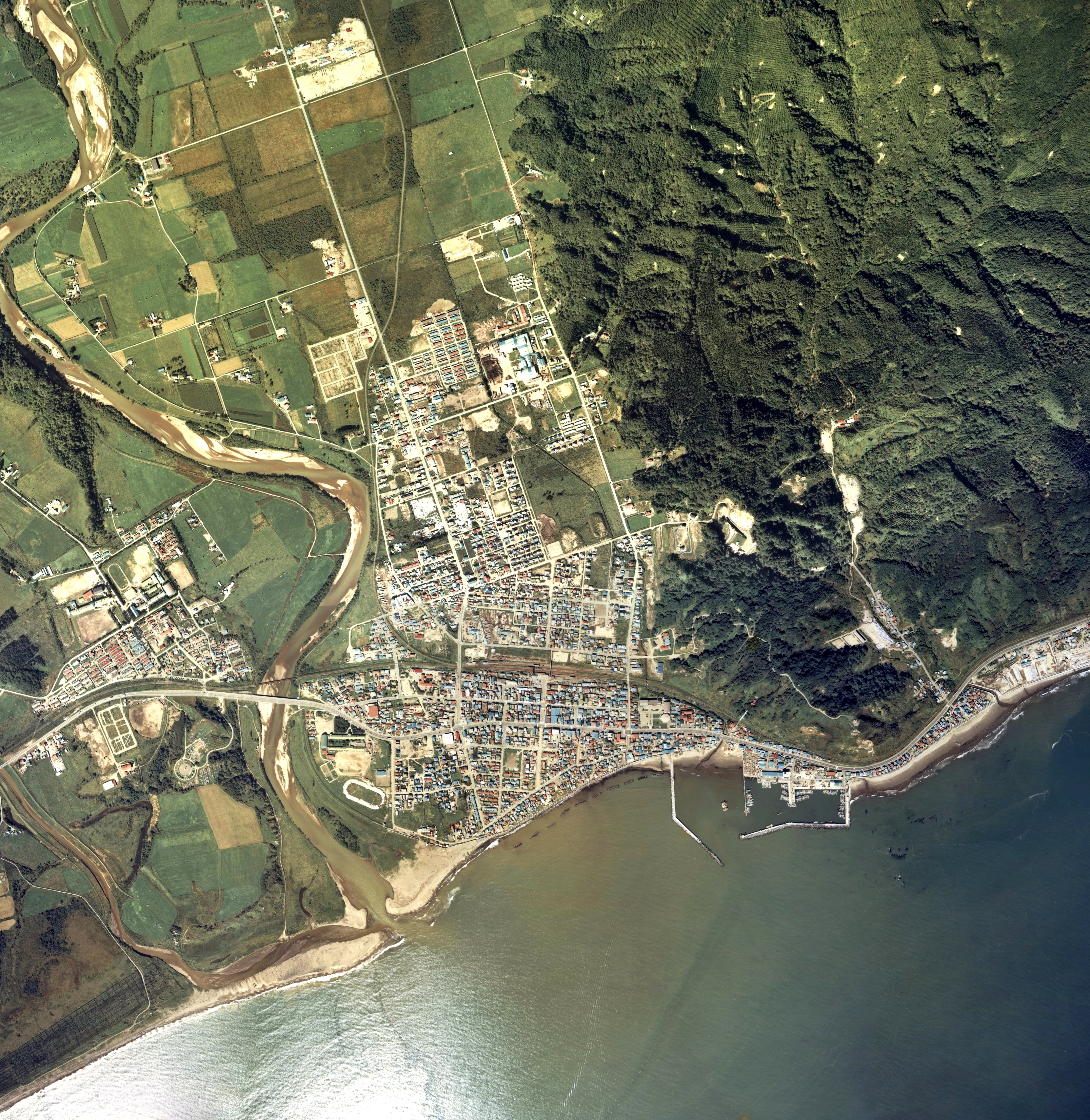
白糠町中心部周辺の空中写真。1977年撮影の6枚を合成して作成した。
。

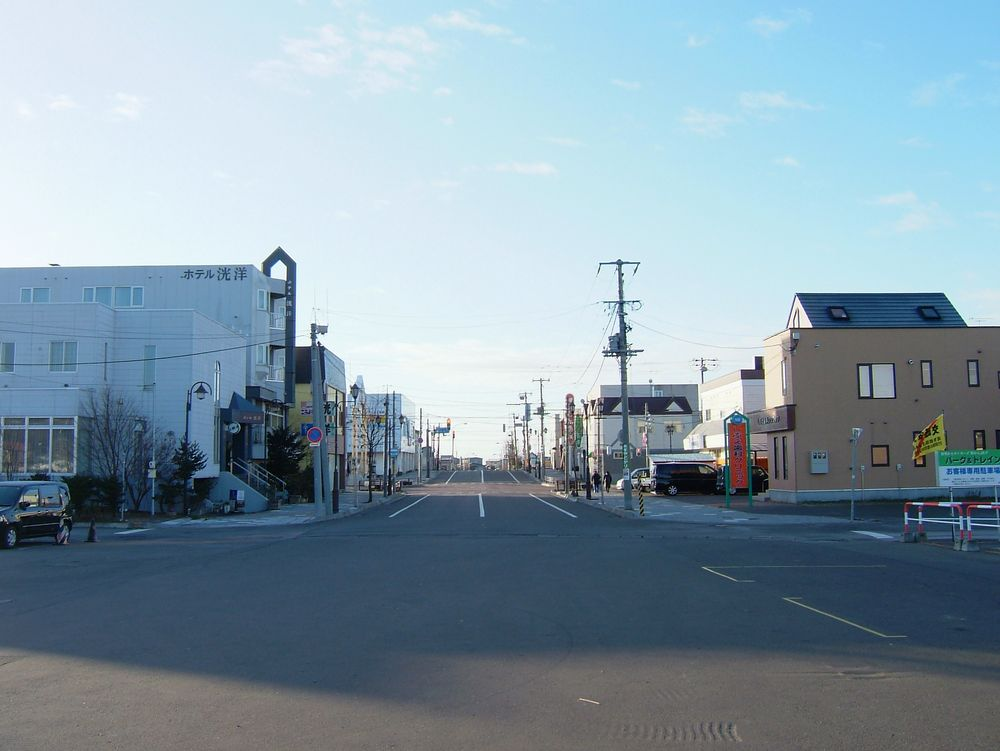
白糠駅前。道路の先は白糠港方面である。

白糠町（しらぬかちょう）は、北海道東部、釧路総合振興局管内の白糠郡の町である。

## 町名の由来
アイヌ語に由来する。原義は諸説が示されてきた中で、山田秀三の考察では、過去に示されてきた解釈を踏まえた上で、「シラリカㇷ゚（sirar-ika-p）」（〔潮が〕岩を・越える・場所）、あるいは「シラロイカ（sirar-o-ika）」（〔潮が〕岩を・そこで・越える）、「シラルカウ（sirar-u-ka-u）」（〔潮が〕岩の・互いに・上に・ある〔=重なりあう〕）などに由来すると解している。いずれにしても、これは市街の東に有る、石炭岬付近の岩礁を表した地名と考えられる。

## 地理
釧路総合振興局西部に位置する。距離は釧路市都心部から西に約30 km。町域の東西を、東西へ飛び地になった釧路市に挟まれている。帯広市からは東に約90 km。
北部の方が標高が高い傾向が見られる。南部の太平洋沿岸に沿って東西に国道38号、根室本線が走る。また、根室本線の白糠駅の付近には、白糠町役場が置かれ、白糠港とも近い。また、町域東端部の釧路市との行政境界付近には、釧白工業団地が整備された。人口の多くも海岸部に集中する。なお、人口の分布とは関連性が低いものの、釧路市との行政境界に跨って、釧路空港の滑走路が存在する。
参考までに、白糠町成立前の江戸時代から、町域では炭鉱の開発が為されていたものの、それらは全て閉山した。ただし、白糠港の東に「石炭岬」という地名が残存する。

### 隣接している自治体
- 釧路総合振興局
  - 釧路市
- 十勝総合振興局
  - 十勝郡・浦幌町
  - 中川郡・本別町
  - 足寄郡・足寄町

### 山
- ウコタキヌプリ - 足寄町との行政境界を成す山々の一部であり、ここは分水嶺でもある。
- 阿寒富士 - 足寄町との行政境界である。かつては阿寒町との行政境界でもあった。
- 滝ノ上山 - 不動の滝などに近い。
- 鍛高山 - この山の南西麓が、鍛高地区である。

### 河川
町内の河川は、全て太平洋に注ぐ。他の市町村とは、ほとんど集水域を共有しない。
- 庶路川 - 町域東部を集水域とし、滝ノ上山付近には大滝や不動の滝も有る。
- 茶路川 - 町域西部を集水域とし、河口部は白糠港と近い。
- 馬主来川 - 音別町との行政境界であった。例外的に、他の市町村と集水域を分け合っている河川である。

### 湖沼
- 馬主来沼 - 町域の西端部の海岸付近に位置し、付近は湿地である。
- コイトイ沼 - 町域の東部の海岸付近に位置し、やはり付近は湿地である。庶路川と海岸付近で合流するコイトイ川の流域。
- Green Lake 庶路 - 町の人口が1万人を割り込もうとしていた21世紀初頭に出現したダム湖である。町内で最大の湖でもある。

## 気候
ケッペンの気候区分によると、白糠町は湿潤大陸性気候に属する。寒暖の差が大きく、気温の年較差、日較差が大きい顕著な大陸性気候である。冷帯に分類される地域の中でも、降雪量が多く、豪雪地帯に指定されている。冬季は-20 ℃を下回る気温の観測事例が珍しくなく、寒さが厳しい。夏季には千島海流の影響を受けて、海岸部では濃霧が出る場合が有る。例えば、釧路空港などでも濃霧が観測され、航空機の離着陸にも影響が出ていた。有視界飛行では、濃霧発生時の離着陸は難しい程の濃霧である。なお、濃霧が出た場合には、気温が上昇し難い。
| 白糠（1991年 - 2020年）の気候      | 白糠（1991年 - 2020年）の気候 | 白糠（1991年 - 2020年）の気候 | 白糠（1991年 - 2020年）の気候 | 白糠（1991年 - 2020年）の気候 | 白糠（1991年 - 2020年）の気候 | 白糠（1991年 - 2020年）の気候 | 白糠（1991年 - 2020年）の気候 | 白糠（1991年 - 2020年）の気候 | 白糠（1991年 - 2020年）の気候 | 白糠（1991年 - 2020年）の気候 | 白糠（1991年 - 2020年）の気候 | 白糠（1991年 - 2020年）の気候 | 白糠（1991年 - 2020年）の気候 |
| 月                                 | 1月                           | 2月                           | 3月                           | 4月                           | 5月                           | 6月                           | 7月                           | 8月                           | 9月                           | 10月                          | 11月                          | 12月                          | 年                            |
| ---------------------------------- | ----------------------------- | ----------------------------- | ----------------------------- | ----------------------------- | ----------------------------- | ----------------------------- | ----------------------------- | ----------------------------- | ----------------------------- | ----------------------------- | ----------------------------- | ----------------------------- | ----------------------------- |
| 最高気温記録 °C （°F）             | 8.2 (46.8)                    | 13.2 (55.8)                   | 15.6 (60.1)                   | 26.4 (79.5)                   | 30.9 (87.6)                   | 31.1 (88)                     | 33.4 (92.1)                   | 35.5 (95.9)                   | 31.3 (88.3)                   | 23.2 (73.8)                   | 21.2 (70.2)                   | 13.1 (55.6)                   | 35.5 (95.9)                   |
| 平均最高気温 °C （°F）             | −0.3 (31.5)                   | −0.2 (31.6)                   | 3.4 (38.1)                    | 8.8 (47.8)                    | 13.4 (56.1)                   | 16.3 (61.3)                   | 20.0 (68)                     | 21.9 (71.4)                   | 20.2 (68.4)                   | 15.3 (59.5)                   | 8.8 (47.8)                    | 2.3 (36.1)                    | 10.8 (51.4)                   |
| 日平均気温 °C （°F）               | −6.2 (20.8)                   | −5.9 (21.4)                   | −1.4 (29.5)                   | 3.5 (38.3)                    | 8.3 (46.9)                    | 12.0 (53.6)                   | 16.0 (60.8)                   | 17.8 (64)                     | 15.4 (59.7)                   | 9.5 (49.1)                    | 3.2 (37.8)                    | −3.3 (26.1)                   | 5.8 (42.4)                    |
| 平均最低気温 °C （°F）             | −13.0 (8.6)                   | −13.0 (8.6)                   | −7.2 (19)                     | −1.8 (28.8)                   | 3.3 (37.9)                    | 8.3 (46.9)                    | 12.8 (55)                     | 14.6 (58.3)                   | 11.0 (51.8)                   | 3.6 (38.5)                    | −2.8 (27)                     | −9.5 (14.9)                   | 0.5 (32.9)                    |
| 最低気温記録 °C （°F）             | −26.5 (−15.7)                 | −29.2 (−20.6)                 | −20.8 (−5.4)                  | −14.6 (5.7)                   | −7.2 (19)                     | −1.9 (28.6)                   | 2.9 (37.2)                    | 5.3 (41.5)                    | −0.5 (31.1)                   | −6.5 (20.3)                   | −13.4 (7.9)                   | −22.9 (−9.2)                  | −29.2 (−20.6)                 |
| 降水量 mm （inch）                 | 38.3 (1.508)                  | 25.6 (1.008)                  | 53.9 (2.122)                  | 82.2 (3.236)                  | 123.1 (4.846)                 | 113.3 (4.461)                 | 132.5 (5.217)                 | 148.9 (5.862)                 | 170.4 (6.709)                 | 119.6 (4.709)                 | 63.6 (2.504)                  | 55.0 (2.165)                  | 1,119.1 (44.059)              |
| 降雪量 cm （inch）                 | 77 (30.3)                     | 71 (28)                       | 78 (30.7)                     | 14 (5.5)                      | 0 (0)                         | 0 (0)                         | 0 (0)                         | 0 (0)                         | 0 (0)                         | 0 (0)                         | 8 (3.1)                       | 49 (19.3)                     | 298 (117.3)                   |
| 平均降水日数 （≥1.0 mm）           | 5.0                           | 4.3                           | 7.2                           | 8.8                           | 10.3                          | 9.5                           | 11.0                          | 11.6                          | 10.8                          | 8.6                           | 8.1                           | 6.6                           | 101.5                         |
| 平均月間日照時間                   | 187.0                         | 183.4                         | 197.4                         | 182.2                         | 172.1                         | 128.7                         | 112.7                         | 123.0                         | 140.8                         | 174.3                         | 170.0                         | 177.6                         | 1,949.2                       |
| 出典1：Japan Meteorological Agency |                               |                               |                               |                               |                               |                               |                               |                               |                               |                               |                               |                               |                               |
| 出典2：気象庁                      |                               |                               |                               |                               |                               |                               |                               |                               |                               |                               |                               |                               |                               |

## 歴史
江戸以前
- 1632年（寛永9年） - 白糠場所が開設された。
- 1800年（寛政12年） - 八王子千人同心、原半左衝門（原胤敦）ら50人が白糠に入植。
- 1857年（安政3年） - 江戸幕府により、炭鉱開発が行われた。

明治以降
- 1884年（明治17年） - 白糠外六ヶ村戸長役場を開設。
- 1915年（大正4年）4月1日 - 北海道二級町村制の施行により、白糠村、庶路村の区域を以って、白糠村が発足。
- 1949年（昭和24年） - 大楽毛地区が釧路市に編入された。
- 1950年（昭和25年）11月1日 - 町制を施行し、白糠町が成立[4]。
- 1954年（昭和29年）8月17日 - 昭和天皇、香淳皇后が乗車したお召し列車が白糠駅に停車。駅構内で奉迎が行われた[5]。
- 1960年（昭和35年）10月30日 - 明治鉱業庶路鉱業所でガス爆発事故が発生。作業員18人が死亡[6]。
- 1970年（昭和45年） - 沖合にソビエト連邦と大韓民国の漁船が現れて操業。日本側のタコ漁具や網に被害多数[7]。
- 1983年（昭和58年） - 白糠線が廃止され、鉄道の代替交通機関として、町営バスが運行開始。
- 1991年（平成3年） - ハミングロード完成。全国初の広告景観優良地区に指定された。
- 1993年（平成5年）4月22日 - 道の駅しらぬか恋問オープン。
- 2004年（平成16年） - 庶路ダム完成。
- 2005年（平成17年） - 釧路市、阿寒町、音別町との合併の是非を問う住民投票が行われ、反対が有効投票数の過半数を占め賛成を上回ったため、合併協議会から離脱。
- 2015年（平成27年）3月29日 - 北海道横断自動車道白糠ICが開通。
- 2016年（平成28年）3月12日 - 北海道横断自動車道庶路ICが開通。
- 2021年（令和3年） - 9月以降、赤潮の発生によるウニなどの水産物被害が深刻化[8]。

## 財政

### 2019年度決算による財政状況
- 標準財政規模 44億5,621万円
- 財政力指数  0.26
- 経常収支比率  79.2 %
- 実質公債費比率  8.4 %
- 将来負担比率  （不明）

(白糠町HP)

## 行政

### 歴代町長
- 青木金吾：1947年 - 1963年（4期）[9]
- 舘岡正男：1963年 - 1971年（2期）[9]
- 千葉清：1971年 - 1996年（6期）[9]
- 棚野孝夫：1996年 -（7期目）

### 行政施設
- 白糠町役場
  - 庶路支所

### 消防
- 釧路市消防本部西消防署 白糠支署・西庶路分遣所・庶路分遣所

かつて、本町と白糠郡音別町および阿寒郡阿寒町を管轄する釧路西部消防組合の本署が置かれていた。しかし、2005年10月11日の釧路市新設合併に伴い釧路西部消防組合が解散し、釧路市消防本部と統合された。これ以降、本町は釧路市に常備消防事務を委託している。

### 出来事

#### 議会でのマスク着用をめぐる訴訟
2021年7月5日に、福地裕行町議が、マスク不着用や、口元を切り取ったマスク姿で議会での発言を認められず、退席を求められた。2021年9月13日に議会は辞職勧告を決議したのに対して、町議は受け入れず、損害賠償を求めて町を提訴した。裁判中は「マスクの着用は有害無益だ」と訴え、法廷には弁護士と共にマスクを付けずに入り、着用を求められても応じなかった。弁護士は、神真都Qの弁護士である木原功仁哉が担当した。2022年3月29日、町議に敗訴の判決が言い渡された。

## 経済
酪農と漁業が盛んであり、農業も営まれている。工業については、食品加工の他に発電事業が目立つ。林業も営まれており、林業関連の工業として、ベニヤ板の製造が為されている。なお、鉱業は廃れた。

### 産業
農業では、鍛高地区でシソの栽培が行われており、その地名はシソ焼酎「鍛高譚（たんたかたん）」の名に冠されている。酪農に関しては、町域の南東部に「共同利用模範牧場」も有る。
漁業は、シシャモやサケなどの定置網を用いた漁法による漁が盛んだったものの、2010年代以降はサケの漁獲量が激減し、代わってブリの漁獲量が急増した。ブリ専用の加工場を整備し「極寒ブリ」としてブランド化し、ふるさと納税の返礼品などに活用している。
かつては雄別炭礦の上茶路炭礦、明治鉱業の庶路炭礦など複数の炭鉱で採炭されていたものの、いずれも閉鉱した。町の南東端部には釧路白糠工業団地が置かれ、軽工業と食品加工業の企業を中心に立地している。また、西庶路地区西部にも軽工業団地が置かれている。釧路市、白糠町全域が釧路・白糠次世代エネルギー特区に指定され、ジメチルエーテルの研究・供給拠点の集積を図っている。この関係も有り、木質バイオマス発電所やメガソーラー発電所といった再生可能エネルギーの発電所が集積している。

### 立地企業
- 広洋水産株式会社
- わらべや日洋
  - 釧路工場
- ユーラス白糠ソーラーパーク
- 神戸物産白糠バイオマス発電所
- 釧路丸水
- 札鶴ベニヤ（本社） 
  - 白糠工場
  - 恋問工場
- 笹谷商店
  - 釧白工場

### 農協・漁協
- 釧路丹頂農業協同組合（JAくしろ丹頂）白糠支所
- 白糠漁業協同組合
- 北海道農業共済組合（NOSAI北海道）音別白糠家畜診療所

### 金融機関
- 釧路信用金庫白糠支店
- 大地みらい信用金庫白糠支店
- 北海道銀行白糠支店

### 郵便局
- 白糠郵便局（集配局）
- 庶路郵便局（集配局）
- 西庶路郵便局
- 白糠幸簡易郵便局
- 白糠橋北簡易郵便局
- 茶路簡易郵便局
- 縫別簡易郵便局
- 北進簡易郵便局

### 宅配便
- ヤマト運輸：道東主管支店白糠センター

## 公共機関

### 警察
- 釧路警察署白糠交番
- 釧路警察署庶路駐在所
- 釧路警察署西庶路駐在所

### 消防
- 釧路市消防本部西消防署白糠支署

## 姉妹都市・提携都市
- 廈門市（中華人民共和国・福建省）
2001年9月25日提携

## 地域

### 人口
| |                                        |  |
| 白糠町と全国の年齢別人口分布（2005年） | 白糠町の年齢・男女別人口分布（2005年） |  |
| ■紫色 ― 白糠町 ■緑色 ― 日本全国 | ■青色 ― 男性 ■赤色 ― 女性              |  |
| 白糠町（に相当する地域）の人口の推移 \| 1970年（昭和45年） \| 15,482人 \| \| \| 1975年（昭和50年） \| 14,897人 \| \| \| 1980年（昭和55年） \| 14,514人 \| \| \| 1985年（昭和60年） \| 14,105人 \| \| \| 1990年（平成2年） \| 13,301人 \| \| \| 1995年（平成7年） \| 12,307人 \| \| \| 2000年（平成12年） \| 11,359人 \| \| \| 2005年（平成17年） \| 10,397人 \| \| \| 2010年（平成22年） \| 9,291人 \| \| \| 2015年（平成27年） \| 8,068人 \| \| \| 2020年（令和2年） \| 7,289人 \| \| |                                        |  |
| 総務省統計局 国勢調査より |                                        |  |
| 1970年（昭和45年） | 15,482人                               |  |
| 1975年（昭和50年） | 14,897人                               |  |
| 1980年（昭和55年） | 14,514人                               |  |
| 1985年（昭和60年） | 14,105人                               |  |
| 1990年（平成2年） | 13,301人                               |  |
| 1995年（平成7年） | 12,307人                               |  |
| 2000年（平成12年） | 11,359人                               |  |
| 2005年（平成17年） | 10,397人                               |  |
| 2010年（平成22年） | 9,291人                                |  |
| 2015年（平成27年） | 8,068人                                |  |
| 2020年（令和2年） | 7,289人                                |  |

2021年8月末現在
- 総数 7,450人（男3,497人、女3,953人）
- 世帯数 4,055世帯

### 教育
- 特別支援学校
  - 北海道白糠養護学校（道立）
- 高等学校
  - 北海道白糠高等学校（道立）
- 中学校
  - 白糠町立茶路中学校
- 小学校
  - 白糠町立茶路小学校
- 義務教育学校

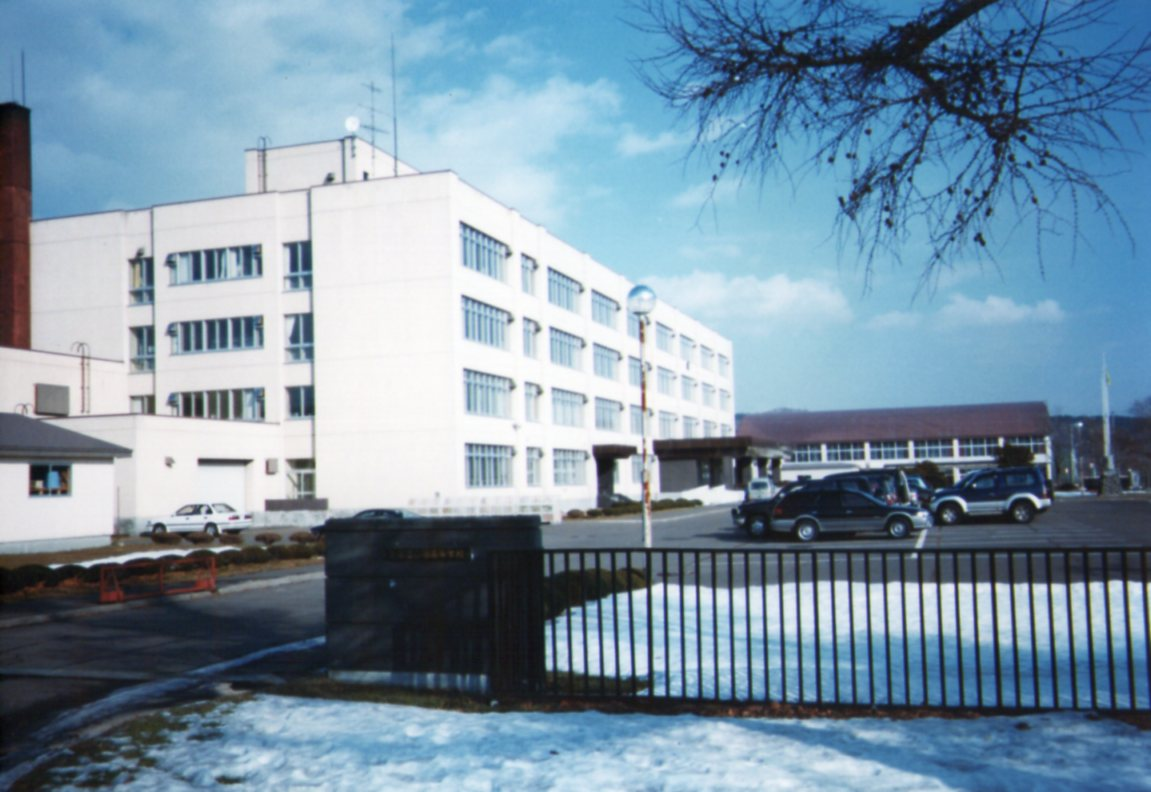
白糠高等学校の正門。

  - 白糠町立庶路学園 - 庶路中学校と庶路小学校を統合し義務教育学校として2018年に開校した[16][17]。
  - 白糠町立白糠学園 - 白糠中学校と白糠小学校を統合し義務教育学校として2022年に開校した。
- 大学施設
  - 京都大学北海道研究林白糠研究管理棟
- 専修学校
  - 掘削技術専門学校 - 日本初の地熱発電などの掘削技術者を養成する専門学校。2022年4月に開校した[18]。

閉校した学校
- 縫別小中学校 - 1991年3月に茶路小中学校へ統合された。
- 北進小中学校 - 2001年3月に茶路小中学校へ統合された。
- 河原小中学校 - 2007年3月に茶路小中学校へ統合された。
- 庶路小学校 - 2018年3月に庶路学園へ統合された。
- 庶路中学校 - 2018年3月に庶路学園へ統合された。
- 白糠小学校 - 2022年8月に白糠学園へ統合された。
- 白糠中学校 - 2022年8月に白糠学園へ統合された。

## 交通

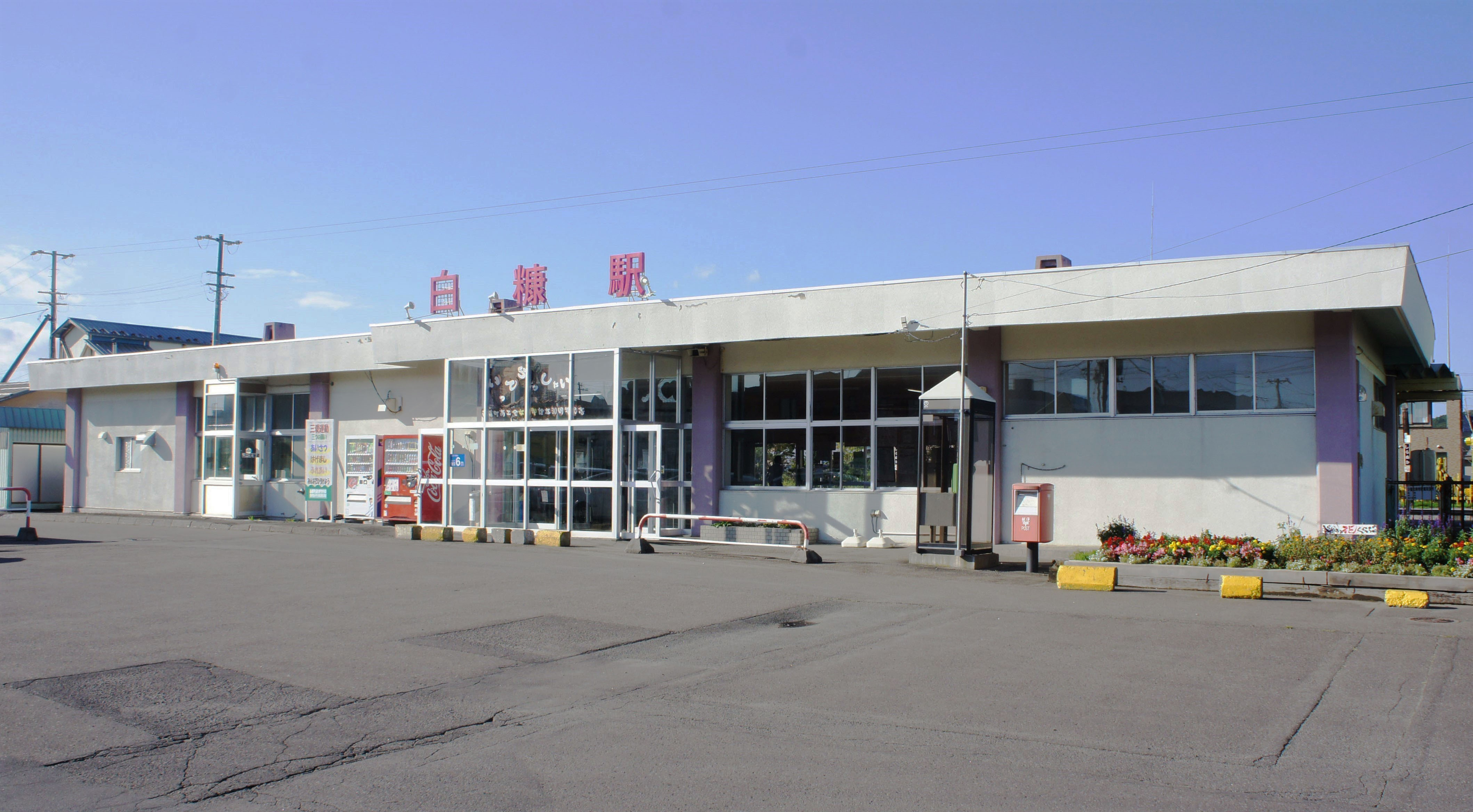
白糠駅の正面。

### 空港
- 釧路空港 - 町域の東端部に滑走路の一部がかかっている。空港ビルディングなどは、全て釧路市内である。

### 鉄道
- 北海道旅客鉄道（JR北海道）
  - ■根室本線 : 白糠駅 - 西庶路駅 - 庶路駅
    - 白糠駅と音別駅の間に存在した古瀬駅は、2020年3月14日に廃止された。

廃止された路線
- 日本国有鉄道（国鉄）
  - 白糠線 : 白糠駅 - 白糠駅 - 共栄仮乗降場 - 茶路駅 - 縫別駅 - 上茶路駅 - 下北進駅 - 北進駅

かつては国鉄の白糠線が、沿岸部の白糠駅から茶路川に沿って北進まで通じていた。北進からは、分水嶺を越えて、足寄町の螺湾地区を通り、今度は螺湾川、足寄川に沿って降って、足寄駅まで延伸する計画が有った。しかし、1983年10月23日に白糠線は廃止された。なお、その延伸計画先の足寄駅も、池北高原鉄道の廃線に伴って、すでに無い。

### バス
- くしろバス
  - 36系統 白糠線（白糠高校-釧路駅）
  - 5系統の2 鶴ヶ岱線（白糠高校-市立病院）
  - スターライト釧路号（共同運行）
- 阿寒バス（都市間バスのみ）
  - スターライト釧路号（共同運行）
- 北海道中央バス（都市間バスのみ）
  - スターライト釧路号（共同運行）
- 北海道バス
  - 釧路特急ニュースター号（深夜便のみ停車）

### タクシー
- 三州タクシー（午前7時から午後11時まで、営業車両2台）[19]

### 道路
- 高速道路
  - 道東自動車道（北海道横断自動車道）
    - 白糠IC
    - 庶路IC
- バイパス道路
  - 無し。
- 一般国道
  - 国道38号 - 町域の海岸部を横断する。このため、どちらの方向へ行っても、釧路市の市域に入る。
  - 国道274号 - 浦幌町との行政境界の釧勝峠をトンネルで抜けて町内に入る。なお、国道392号との重複区間が終わった先は、道路が無い。
  - 国道392号 - 白糠駅付近で国道38号から分岐し、茶路川に沿うように建設され、釧勝峠方面に向かう。
- 道道
  - 北海道道143号北見白糠線 - 茶路川の上流部に沿う道路だが、その先の分水嶺で道は途切れており、北見には行けない。
  - 北海道道242号上庶路庶路停車場線 - 国道38号から分岐し、庶路川に沿うように建設された。不動の滝へのアクセスなどに利用できる。
  - 北海道道314号白糠停車場線
  - 北海道道665号上茶路上茶路停車場線 - 上茶路で国道392号から分岐して、山に入る道である。
- 林道
  - 道東スーパー林道
- 道の駅
  - しらぬか恋問 - 町域の南東端部の国道38号線沿いで、釧路市との行政境界に近い。

## 名所・旧跡・観光スポット・祭事・催事

### 文化財

#### 重要無形民俗文化財
- アイヌ古式舞踊 - 白糠アイヌ文化保存会

### 観光
- ハミングロード - 白糠駅前にある大通であり「広告景観優良地区」に指定された。
- 岬の森東山公園 - 白糠駅から近い。
- バシクル自然公園 - 馬主来沼の近く。
- 恋問海岸 - 道の駅しらぬか恋問から近い。なお、町内には「恋隠」と言う地名も有るが、全く違う場所である。
- 不動の滝 - 滝ノ上山の北麓に有る、庶路川の滝である。
- Green Lake 庶路 - ダム湖である。

### 祭り・イベント
- 白糠町ロードレース大会（3月）
- 港in白糠大漁まつり（6月下旬）
- 厳島神社例大祭（7月下旬）
- カミングパラダイス（9月中旬）

### 郷土芸能
- 白糠駒踊り
- 白糠駒太鼓
- アイヌ古式舞踊

### 名産品
- 駒踊り最中
- シソ - シソ焼酎の「鍛高譚」の製造者は千葉県に本社を置く合同酒精であり、製造所は旭川市だが、原材料のシソは白糠町鍛高産である。このため「鍛高」の名が冠されている。ただし「赤鍛高譚」も有る。

## 出身有名人
- 四宅ヤエ - 英雄叙事詩であるユーカラや、アイヌの舞踊や歌謡を伝承した、白糠アイヌユーカラ最後の伝承者と言われる。1973年に阿寒湖畔でアイヌ民族の熊祭りイオマンテを再現した。ヤヱの語ったユーカラの録音テープなどが北海道開拓記念館に保管されている。
- 野宮真貴 - 歌手・ミュージシャン、元ピチカート・ファイヴボーカル
- 越野忠則 - 1992年に開催されたバルセロナ五輪男子柔道60 kg級、銅メダリスト。
- 伊藤郷一 - 衆議院議員
- 大久保光哉 - 声楽家
- カツノリ - FM NORTH WAVEを中心に北海道で活動するDJ。